# Ожогино (Ленинградская область)
Ожо́гино — деревня в Клопицком сельском поселении Волосовского района Ленинградской области.

## История
Упоминается на карте Ингерманландии А. И. Бергенгейма, составленной по материалам 1676 года, как деревня Osogina.
На шведской «Генеральной карте провинции Ингерманландии» 1704 года — как мыза Osagina hoff и деревня Osagina by.
Деревня Ожогино, состоящая из 33 крестьянских дворов, упоминается на карте Санкт-Петербургской губернии Ф. Ф. Шуберта 1834 года.

ОЖИГИНО или КОТИНО — деревня принадлежит государю великому князю Михаилу Павловичу, число жителей по ревизии: 85 м. п., 87 ж. п. (1838 год)

Согласно карте Ф. Ф. Шуберта 1844 года деревня называлась Ожогина и также насчитывала 33 двора.
В пояснительном тексте к этнографической карте Санкт-Петербургской губернии П. И. Кёппена 1849 года она записана как деревня Kottina (Ожогина или Котина) и указано количество её жителей на 1848 год: савакотов — 20 м. п., 23 ж. п., всего 43 человека, русских — 34 человека.

ОЖОГИНО или КОТИНО — деревня Ораниенбаумского дворцового правления, по просёлочной дороге, число дворов — 35, число душ — 77 м. п. (1856 год)

Согласно «Топографической карте частей Санкт-Петербургской и Выборгской губерний» 1860 года, деревня называлась Ожогино и состояла из 33 крестьянских дворов и кузницы.

ОЖОГИНО (КОТИНО) — деревня Ораниенбаумского дворцового ведомства при пруде, по правую сторону Самрянской дороги в 49 верстах от Петергофа, число дворов — 36, число жителей: 96 м. п., 85 ж. п. (1862 год)

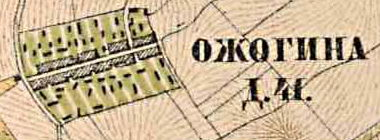
План деревни Ожогино. 1885 год

Согласно карте окрестностей Санкт-Петербурга в 1885 году деревня называлась Ожогина и состояла из 41 крестьянского двора.
Сборник Центрального статистического комитета за тот же год описывал деревню так:

ОЖОГИНА БОЛЬШАЯ — деревня бывшая государственная, дворов — 34, жителей — 105. Лавка.

В конце XIX века деревня административно относилась к Бегуницкой волости 1-го стана Петергофского уезда Санкт-Петербургской губернии, в начале XX века — 2-го стана.
По данным «Памятной книжки Санкт-Петербургской губернии» за 1905 год Ожогинская дача площадью 704 десятины принадлежала герцогам Мекленбург-Стрелицким и принцессе Саксен-Альтенбургской.
К 1913 году количество дворов в деревне уменьшилось до 40, к югу и по смежеству с ней располагалась деревня Сосёнка, состоящая из 6 дворов.
С 1917 по 1922 год деревня Ожогино входила в состав Ожогинского сельсовета Витинской волости Петергофского уезда.
С 1922 года в составе Волговского сельсовета Губаницкой волости.
С 1923 года в составе Троцкого уезда.
Согласно данным переписи населения СССР 1926 года в деревне Ожогино Горского сельсовета Губаницкой волости проживали 158 человек — большинство русские и финны, а также эстонцы.
С февраля 1927 года в составе Венгиссаровской волости. С августа 1927 года в составе Волосовского района.
В 1928 году население деревни Ожогино также составляло 158 человек.

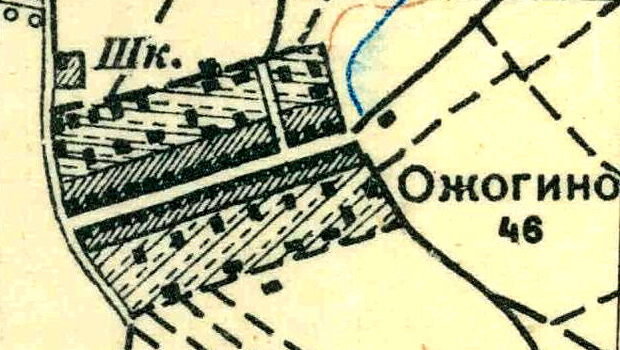
План деревни Ожогино. 1931 год

Согласно топографической карте 1931 года деревня насчитывала 46 дворов, в деревне была своя школа.
По данным 1933 года деревня Ожогино входила в состав Горского сельсовета Волосовского района.
C 1 августа 1941 года по 31 декабря 1943 года деревня находилась в оккупации.
С 1954 года в составе Губаницкого сельсовета.
С 1963 года в составе Кингисеппского района.
С 1965 года вновь в составе Волосовского района. В 1965 году население деревни Ожогино составляло 84 человека.
По данным 1966 и 1973 годов деревня Ожогино также находилась в составе Губаницкого сельсовета.
По административным данным 1990 года деревня Ожогино в составе Волосовского района не значилась.
В 1997 году деревня Ожогино в составе Губаницкой волости Волосовского района не значилась, в 2002 году проживали 10 человек (все русские).
Постановлением правительства Российской Федерации от 21 декабря 1999 года № 1408 «О присвоении наименований географическим объектам и переименовании географических объектов в Ленинградской, Московской, Пермской и Тамбовской областях» деревне было присвоено наименование Ожогино.
В 2007 году в деревне Ожогино также проживали 10 человек.
В мае 2019 года Губаницкое и Сельцовское сельские поселения вошли в состав Клопицкого сельского поселения.

## География
Деревня расположена в северо-восточной части района на автодороге 41К-352 (Волгово — Ожогино).
Расстояние до административного центра поселения — 13 км.
Расстояние до ближайшей железнодорожной станции Волосово — 19 км.

## Демография
| 1862 | 2002 | 2007 | 2010 | 2017 |
| ---- | ---- | ---- | ---- | ---- |
| 181  | ↘10  | →10  | ↗37  | ↘28  |

### Национальный состав
Согласно данным Всероссийской переписи населения 2021 года в деревне проживали 29 человек, из них:
 русские — 19, армяне — 10 человек.

## Улицы
Северная.